# Episteira enochra
Episteira enochra là một loài bướm đêm trong họ Geometridae.